# Тецуо: Людина-куля
«Тецуо: Людина-куля» — японський кіберпанк-фільм жахів 2009 року. Йому передували «Тецуо — залізна людина» і «Тецуо 2: Людина-молот».

## Сюжет
Ентоні — напів американець, напів японець, який живе та працює в Токіо. Одного разу його малий син Том гине під колесами автомобіля за дивних обставин. Батько Ентоні застерігає його не шукати помсти. Невдовзі тіло Ентоні починає перетворюватися на метал. В цей момент у нього стріляє кілер у супроводі таємничої особи, яка знущається з мертвого тіла Ентоні. Потім таємничий чоловік на ім'я Яцу зустрічає ожилого та розлюченого Ентоні, і розповідає, що це він влаштував вбивство Тома через «секрет» його діда. Ентоні вирощує зі свого тіла залізні деталі й намагається вбити Яцу кулями, випущеними з тулуба, але Яцу встигає втекти. Яцу зламує комп'ютер Ентоні, де знаходить серію документів, і каже Ентоні піти до будинку його батька.
У вказаному місці Ентоні виявляє приховану кімнату з матеріалами, що описують таємничий проєкт «Тецуо». Виявляється, батько та мати спільно займалися цим проєктом. Дружина Ентоні, Юріко, знаходить свого перетвореного на кіборга чоловіка, коли прибуває команда важкоозброєних найманців. Вони беруть Юріко в заручники, але Ентоні знешкоджує найманців кулями, випущеними зі свого тіла, при цьому ранячи, але не вбиваючи. Найманці евакуюються, вбиваючи Яцу.
Вважаючи, що в нього вселився демон, Ентоні намагається застрелитися з пістолета, що росте з його руки, але це не завдає йому шкоди. Потім Ентоні та Юріко зустрічаються з тяжко пораненим Яцу батьком Ентоні, який пояснює передісторію. Мати Ентоні була обурена воєнним спрямування проєкту «Тецуо», бо сподівалася за його допомогою лікувати людей. Коли мати Ентоні зрозуміла, що незабаром помре від раку, вона наполягла, щоб чоловік створив з її частково металізованого тіла андроїда, який народив від нього Ентоні. Яцу спровокував Етоні на сильний гнів, знаючи, що це запускає перетворення на кіборга.
Батько Ентоні стікає кров'ю через отримані травми. Яцу, вважаючи єдиною гідною для себе смертю — загибель від куль Ентоні, викрадає Юріко та погрожує підірвати бомбу, яку Ентоні не вистрілить у нього. Ентоні намагається врятувати Юріко, і перетворюється на гігантського металевого звіра з гарматою всередині. Яцу провокує Ентоні вистрілити в нього, але той бачить видіння, що вбивство Яцу спричинить вибух, який знищить місто. Ентоні відмовляється застрелювати Яцу, поглинає його у своє металеве тіло, а потім повертається до людської форми.
П'ять років по тому в Ентоні та Юріко народилася дитина, і вони повернулися до нормального, щасливого життя. Стоячи перед дзеркалом, Ентоні чує погрозливі останні слова Яцу. Група молодих людей намагається спровокувати Ентоні на бій, але він опановує гнів і проходить повз них.

## Знімались
| Актор           | Роль                    |
| --------------- | ----------------------- |
| Ерік Боссік     | Ентоні                  |
| Акіко Моно      | Юріко                   |
| Юко Накамура    | Міцуе                   |
| Синья Цукамото  | Яцу                     |
| Томорово Тагучі | Людина, що чистить зуби |